# سباستیان تورگو
سباستیان تورگو (فرانسوی: Sébastien Turgot‎؛ زادهٔ ۱۱ آوریل ۱۹۸۴) دوچرخه‌سوار اهل فرانسه است.
از باشگاه‌هایی که در آن رکاب زده‌است می‌توان به آژ۲آر لا موندیال و تیم دوچرخه‌سواری دیرکت انرژی، اشاره کرد.